# Ploïdia

Un conjunt haploide que consta d'un únic conjunt complet de cromosomes (igual al conjunt monoploide), com es mostra a la imatge anterior, ha de pertànyer a una espècie diploide. Si un conjunt haploide consta de dos conjunts, ha de ser d'una espècie tetraploide (quatre conjunts).

La ploïdia (/ˈplɔɪdi/) és el nombre de conjunts complets de cromosomes en una cèl·lula, i per tant el nombre d'al·lels possibles per als gens autosòmics i pseudoautosòmics. Aquí els conjunts de cromosomes es refereixen al nombre de còpies de cromosomes materns i paterns, respectivament, en cada parell de cromosomes homòlegs, la forma en què els cromosomes existeixen de manera natural. Les cèl·lules somàtiques, els teixits i els organismes individuals es poden descriure segons el nombre de conjunts de cromosomes presents (el "nivell de ploïdia"): monoploide (1 joc), diploide (2 conjunts), triploide (3 conjunts), tetraploide (4 conjunts), pentaploide (5 conjunts), hexaploide (6, heptaploide (6 conjunts), heptaploide o set 17, etc. El terme genèric poliploide s'utilitza sovint per descriure cèl·lules amb tres o més conjunts de cromosomes.
Pràcticament tots els organismes que es reprodueixen sexualment estan formats per cèl·lules somàtiques que són diploides o superiors, però el nivell de ploïdia pot variar àmpliament entre diferents organismes, entre diferents teixits dins del mateix organisme i en diferents etapes del cicle de vida d'un organisme. La meitat de tots els gèneres de plantes coneguts contenen espècies poliploides, i aproximadament dos terços de totes les gramínies són poliploides. Molts animals són uniformement diploides, encara que la poliploïdia és freqüent en invertebrats, rèptils i amfibis. En algunes espècies, la ploïdia varia entre individus de la mateixa espècie (com en els insectes socials), i en altres teixits i sistemes d'òrgans sencers poden ser poliploides malgrat que la resta del cos sigui diploide (com en el fetge dels mamífers). Per a molts organismes, especialment plantes i fongs, els canvis en el nivell de ploïdia entre generacions són els principals motors de l'especiació. En mamífers i ocells, els canvis de ploïdia solen ser fatals. Tanmateix, hi ha proves de poliploïdia en organismes que ara es consideren diploides, cosa que suggereix que la poliploïdia ha contribuït a la diversificació evolutiva en plantes i animals mitjançant rondes successives de poliploidització i rediploidització.
Els éssers humans són organismes diploides, normalment porten dos jocs complets de cromosomes a les seves cèl·lules somàtiques: una còpia dels cromosomes paterns i materns, respectivament, en cadascun dels 23 parells de cromosomes homòlegs que tenen normalment els humans. Això dóna lloc a dos parells homòlegs dins de cadascun dels 23 parells homòlegs, proporcionant un complement complet de 46 cromosomes. Aquest nombre total de cromosomes individuals (comptant tots els conjunts complets) s'anomena número de cromosomes o complement cromosòmic. El nombre de cromosomes que es troben en un únic conjunt complet de cromosomes s'anomena nombre monoploide (x). El nombre haploide (n) fa referència al nombre total de cromosomes que es troben en un gàmet (un espermatozoide o un òvul produït per la meiosi en preparació per a la reproducció sexual). En condicions normals, el nombre haploide és exactament la meitat del nombre total de cromosomes presents a les cèl·lules somàtiques de l'organisme, amb una còpia paterna i materna a cada parell de cromosomes. Per als organismes diploides, el nombre monoploide i el nombre haploide són iguals; en humans, tots dos són iguals a 23. Quan una cèl·lula germinal humana pateix meiosi, el complement del cromosoma diploide 46 es divideix per la meitat per formar gàmetes haploides. Després de la fusió d'un gàmet masculí i un gàmet femení (cada un conté 1 conjunt de 23 cromosomes) durant la fecundació, el zigot resultant torna a tenir el complement complet de 46 cromosomes: 2 jocs de 23 cromosomes. L'euploïdia i l'aneuploïdia descriuen tenir un nombre de cromosomes que és un múltiple exacte del nombre de cromosomes d'un gàmet normal; i tenir qualsevol altre número, respectivament. Per exemple, una persona amb síndrome de Turner pot faltar un cromosoma sexual (X o Y), donant lloc a un cariotip (45,X) en lloc de l'habitual (46,XX) o (46,XY). Aquest és un tipus d'aneuploïdia i es pot dir que les cèl·lules de la persona són aneuploides amb un complement cromosòmic (diploide) de 45.

## Tipus de ploïdia

### Haploide i monoploide

Una comparació de la reproducció sexual en organismes predominantment haploides i organismes predominantment diploides.
1) A l'esquerra hi ha un organisme haploide i a la dreta un organisme diploide.2 i 3) Òvul i esperma haploides que porten el gen porpra dominant i el gen blau recessiu, respectivament. Aquests gàmetes es produeixen per mitosi simple de cèl·lules de la línia germinal.
4 i 5) Esperma i òvul haploides que porten el gen blau recessiu i el gen morat dominant, respectivament. Aquests gàmetes es produeixen per meiosi, que redueix a la meitat el nombre de cromosomes de les cèl·lules germinals diploides.6) L'estat diploide de curta durada dels organismes haploides, un zigot generat per la unió de dos gàmetes haploides durant el sexe.
7) El zigot diploide que acaba de ser fecundat per la unió d'òvul haploide i espermatozoides durant el sexe.8) Les cèl·lules de l'estructura diploide es sotmeten ràpidament a meiosi per produir espores que contenen el nombre meiòticament reduït a la meitat de cromosomes, restaurant l'haploïdia. Aquestes espores expressen el gen dominant de la mare o el gen recessiu del pare i procedeixen per divisió mitòtica per construir un nou organisme completament haploide.
9) El zigot diploide procedeix per divisió mitòtica per construir un nou organisme completament diploide. Aquestes cèl·lules posseeixen tant el gen morat com el blau, però només s'expressa el gen porpra, ja que és dominant sobre el gen blau recessiu.

El terme haploide s'utilitza amb dues definicions diferents però relacionades. En el sentit més genèric, haploide es refereix a tenir el nombre de conjunts de cromosomes que es troben normalment en un gàmet. Com que dos gàmetes es combinen necessàriament durant la reproducció sexual per formar un sol zigot a partir del qual es generen cèl·lules somàtiques, els gàmetes sans sempre posseeixen exactament la meitat del nombre de cromosomes que es troben a les cèl·lules somàtiques i, per tant, "haploide" en aquest sentit es refereix a tenir exactament la meitat del nombre de conjunts de cromosomes que es troben en una cèl·lula somàtica. Segons aquesta definició, un organisme les cèl·lules gàmàtiques del qual contenen una única còpia de cada cromosoma (un conjunt de cromosomes) es pot considerar haploide mentre que les cèl·lules somàtiques, que contenen dues còpies de cada cromosoma (dos conjunts de cromosomes), són diploides. Aquest esquema de cèl·lules somàtiques diploides i gàmetes haploides s'utilitza àmpliament en el regne animal i és el més senzill d'il·lustrar en diagrames de conceptes genètics. Però aquesta definició també permet gàmetes haploides amb més d'un conjunt de cromosomes. Com s'ha indicat anteriorment, els gàmetes són per definició haploides, independentment del nombre real de conjunts de cromosomes que contenen. Un organisme les cèl·lules somàtiques del qual són tetraploides (quatre jocs de cromosomes), per exemple, produirà gàmetes per meiosi que contenen dos jocs de cromosomes. Aquests gàmetes encara es podrien anomenar haploides encara que siguin numèricament diploides.
Un ús alternatiu defineix "haploide" com tenir una única còpia de cada cromosoma, és a dir, un i només un conjunt de cromosomes. En aquest cas, es diu que el nucli d'una cèl·lula eucariota és haploide només si té un únic conjunt de cromosomes, cadascun no formant part d'un parell. Per extensió, una cèl·lula es pot anomenar haploide si el seu nucli té un conjunt de cromosomes, i un organisme es pot anomenar haploide si les cèl·lules del seu cos (cèl·lules somàtiques) tenen un conjunt de cromosomes per cèl·lula. Per tant, segons aquesta definició, haploide no s'utilitzaria per referir-se als gàmetes produïts per l'organisme tetraploide a l'exemple anterior, ja que aquests gàmetes són numèricament diploides. El terme monoploide s'utilitza sovint com una manera menys ambigua de descriure un únic conjunt de cromosomes; segons aquesta segona definició, haploide i monoploide són idèntics i es poden utilitzar indistintament.
Els gàmetes (espermatozoides i òvuls) són cèl·lules haploides. Els gàmetes haploides produïts per la majoria dels organismes es combinen per formar un zigot amb n parells de cromosomes, és a dir, 2n cromosomes en total. Es diu que els cromosomes de cada parell, un dels quals prové de l'esperma i un de l'òvul, són homòlegs. Les cèl·lules i els organismes amb parells de cromosomes homòlegs s'anomenen diploides. Per exemple, la majoria dels animals són diploides i produeixen gàmetes haploides. Durant la meiosi, els precursors de cèl·lules sexuals tenen el seu nombre de cromosomes reduït a la meitat en "triar" aleatòriament un membre de cada parell de cromosomes, donant lloc a gàmetes haploides. Com que els cromosomes homòlegs solen diferir genèticament, els gàmetes solen diferir genèticament entre si.
Totes les plantes i molts fongs i algues canvien entre un estat haploide i un estat diploide, amb una de les etapes emfatitzada per sobre de l'altra. Això s'anomena alternança de generacions. La majoria de fongs i algues són haploides durant l'etapa principal del seu cicle de vida, igual que algunes plantes primitives com les molses. Les plantes més recentment evolucionades, com les gimnospermes i les angiospermes, passen la major part del seu cicle vital en l'etapa diploide. La majoria dels animals són diploides, però les abelles masculines, les vespes i les formigues són organismes haploides perquè es desenvolupen a partir d'ous haploides no fecundats, mentre que les femelles (obreres i reines) són diploides, fent que el seu sistema sigui haplodiploide.
En alguns casos hi ha proves que els n cromosomes d'un conjunt haploide han resultat de duplicacions d'un conjunt de cromosomes originalment més petit. Aquest nombre "base" -el nombre de cromosomes aparentment originals únics en un conjunt haploide- s'anomena nombre monoploide, també conegut com a nombre bàsic o cardinal, o nombre fonamental. Com a exemple, es creu que els cromosomes del blat negre deriven de tres espècies ancestrals diferents, cadascuna de les quals tenia 7 cromosomes en els seus gàmetes haploides. Per tant, el nombre monoploide és 7 i el nombre haploide és 3×7= 21. En general n és múltiple de x. Les cèl·lules somàtiques d'una planta de blat tenen sis jocs de 7 cromosomes: tres de l'òvul i tres de l'esperma que es van fusionar per formar la planta, donant un total de 42 cromosomes. Com a fórmula, per al blat 2 n = 6 x = 42, de manera que el nombre haploide n és 21 i el nombre monoploide x és 7. Els gàmetes del blat negre es consideren haploides, ja que contenen la meitat de la informació genètica de les cèl·lules somàtiques, però no són monoploides, ja que encara contenen tres conjunts complets de cromosomes (n=3 x).
En el cas del blat, es pot demostrar l'origen del seu nombre haploide de 21 cromosomes a partir de tres conjunts de 7 cromosomes. En molts altres organismes, encara que el nombre de cromosomes s'hagi originat d'aquesta manera, això ja no és clar, i el nombre monoploide es considera el mateix que el nombre haploide. Així, en humans, x=n=23.

### Diploide

Cariograma d'una cèl·lula humana típica, que mostra un conjunt diploide de 22 parells de cromosomes autosòmics homòlegs. També mostra les versions femenina (XX) i masculina (XY) dels dos cromosomes sexuals (a la part inferior dreta), així com el genoma mitocondrial (a escala a la part inferior esquerra).

Diploide descriu una cèl·lula o nucli que conté dues còpies de material genètic, o un conjunt complet de cromosomes, aparellats amb els seus homòlegs (cromosoma que porta la mateixa informació de l'altre progenitor). Les cèl·lules diploides tenen dues còpies homòlogues de cada cromosoma, normalment una de la mare i una altra del pare. Tots o gairebé tots els mamífers són organismes diploides. La sospita de rata viscatxa plana (Tympanoctomys barrerae) i la rata viscacha daurada (Pipanacoctomys aureus) s'han considerat com les úniques excepcions conegudes (a partir de 2004). Tanmateix, alguns estudis genètics han rebutjat qualsevol poliploidisme en mamífers com a poc probable i suggereixen que l'amplificació i la dispersió de seqüències repetitives expliquen millor la gran mida del genoma d'aquests dos rosegadors. Tots els individus diploides normals tenen una petita fracció de cèl·lules que mostren poliploïdia. Les cèl·lules diploides humanes tenen 46 cromosomes (el nombre somàtic, 2n) i els gàmetes haploides humans (òvul i esperma) tenen 23 cromosomes (n). També es diu que els retrovirus que contenen dues còpies del seu genoma d'ARN a cada partícula viral són diploides. Alguns exemples inclouen el virus de l'escuma humana, el virus limfotròpic T humà i el VIH.

### Poliploïdia
La poliploïdia és l'estat en què totes les cèl·lules tenen múltiples conjunts de cromosomes més enllà del conjunt bàsic, normalment 3 o més. Els termes específics són triploide (3 conjunts), tetraploide (4 conjunts), pentaploide (5 conjunts), hexaploide (6 jocs), heptaploide o septaploide (7 conjunts), octoploide (8 conjunts), no aploide (9 conjunts), decaploide (10 conjunts), conjunts undecaploides (10 conjunts), tridcaploide (conjunt 12caploide), docaploide (1211). (13 conjunts), tetradecaploides (14 conjunts), etc. Algunes ploïdies superiors inclouen hexadecaploides (16 conjunts), dotriacontaploides (32 conjunts) i tetrahexacontaploides (64 conjunts), encara que en casos de terminologia més llegible es pot trobar en grecs. "16-ploide"). Els cromosomes politènics de les plantes i les mosques de la fruita poden ser 1024-ploides. La ploïdia de sistemes com la glàndula salival, l'elaiosoma, l'endosperma i el trofoblast pot superar-ho, fins a 1048576-ploides a les glàndules de seda del cuc de seda comercial Bombyx mori.

### Mixoploïdia
La mixoploïdia és el cas en què dues línies cel·lulars, una diploide i una poliploide, coexisteixen dins del mateix organisme. Tot i que la poliploïdia en humans no és viable, s'ha trobat mixoploïdia en adults i nens vius. N'hi ha de dos tipus: la mixoploïdia diploide-triploide, en què algunes cèl·lules tenen 46 cromosomes i algunes en tenen 69, i la mixoploïdia diploide-tetraploide, en què algunes cèl·lules en tenen 46 i algunes tenen 92 cromosomes. És un tema important de la citologia.

### Dihaploïdia i polihaploïdia
Les cèl·lules dihaploides i polihaploides es formen per haploidització de poliploides, és a dir, per la meitat de la constitució del cromosoma.
Els dihaploides (que són diploides) són importants per a la cria selectiva de plantes de cultiu tetraploides (sobretot les patates), perquè la selecció és més ràpida amb els diploides que amb els tetraploides. Els tetraploides es poden reconstituir a partir dels diploides, per exemple per fusió somàtica.

### Euploïdia i aneuploïdia
L'euploïdia (en grec eu, "vertader" o "parell") és l'estat d'una cèl·lula o organisme que té un o més d'un conjunt del mateix conjunt de cromosomes, possiblement excloent els cromosomes que determinen el sexe. Per exemple, la majoria de cèl·lules humanes tenen 2 de cadascun dels 23 cromosomes monoploides homòlegs, per un total de 46 cromosomes. Una cèl·lula humana amb un conjunt addicional dels 23 cromosomes normals (funcionalment triploide) es consideraria euploide. Els cariotips euploides serien, en conseqüència, un múltiple del nombre haploide, que en humans és 23.

### Homoploide
Homoploide significa "al mateix nivell de ploïdia", és a dir, tenir el mateix nombre de cromosomes homòlegs. Per exemple, la hibridació homoploide és una hibridació on la descendència té el mateix nivell de ploïdia que les dues espècies parentals. Això contrasta amb una situació habitual en plantes on la duplicació cromosòmica acompanya o es produeix poc després de la hibridació. De la mateixa manera, l'especiació homoploide contrasta amb l'especiació poliploide.

### Zigoïdia i azigoïdia
La zigoïdia és l'estat en què els cromosomes estan aparellats i poden patir meiosi. L'estat zigoide d'una espècie pot ser diploide o poliploide. En estat azigoide els cromosomes no estan aparellats. Pot ser l'estat natural d'algunes espècies asexuals o pot ocórrer després de la meiosi. En els organismes diploides l'estat azigoide és monoploide.